# Francisco del Paso y Troncoso
Francisco del Paso y Troncoso, né à Veracruz le 8 octobre 1842 et mort à Florence le 30 avril 1916, est un historien, linguiste et archéologue mexicain.

## Biographie
Francisco Paso y Troncoso naquit en 1842 à Veracruz, où il exerça des activités commerçantes. En 1867, sa famille l'envoya à Mexico faire des études de médecine qu'il ne poursuivit pas jusqu'au bout, étant plus intéressé par la recherche historique, et plus précisément le dépouillement d'archives historiques inédites. En 1889, il fut nommé directeur du Musée national de Mexico. Il se livra des fouilles dans l'État de Veracruz, notamment à Cempoala. En 1892, il fut envoyé en Europe par le gouvernement mexicain pour y organiser la section mexicaine de l'exposition organisée à Madrid à l'occasion du quatrième centenaire de la découverte de l'Amérique. Il ne quitta plus l'Europe jusqu'à sa mort en 1916, parcourant les archives et les bibliothèques européennes à la recherche de documents sur l'histoire du Mexique. Parmi ses contributions les plus importantes figurent ses recherches sur l'œuvre de Bernardino de Sahagún